# 타치 히로시
타치 히로시(일본어: 舘ひろし, 1950년 3월 31일 ~ )는 일본의 배우 및 싱어송라이터이다. 아이치현 나고야시 나카구 출신이다.
하급무사였던 고조부가 나고야에 처음으로 자리잡았으며 조부는 토목기사, 부친은 의사였고 남동생이 대를 이어 의원을 운영하고 있다. 나고야 천종고교 시절 럭비를 하였으며 2대 주장이었다.

## 출연 작품

### 드라마
- 《서부경찰》
- 《제발 오늘 불러줘 부탁이야》
- 《공명의 갈림길》 (2006년) 오다 노부나가 역
- 《아빠와 딸의 7일간》 (2007년) 카와하라 쿄이치로 역
- 《댄디 대디》 (2009년)
- 《닥터 이라부 이치로》 (2011년)

### 영화
- 《퍼레이드》 (2024년)